# Liste der Grade-I-Bauwerke in Greater London
| Lage von Greater London in England |
| Gliederung von Greater London |
| 1. City of London 2. Tower Hamlets 3. Lewisham 4. Southwark 5. Lambeth 6. Wandsworth 7. Hammersmith and Fulham 8. Kensington and Chelsea 9. City of Westminster 10. Camden 11. Islington 12. Hackney 13. Newham 14. Greenwich 15. Bromley 16. Croydon 17. Sutton 18. Merton 19. Kingston upon Thames 20. Richmond upon Thames 21. Hounslow 22. Hillingdon 23. Ealing 24. Brent 25. Harrow 26. Barnet 27. Haringey 28. Enfield 29. Waltham Forest 30. Redbridge 31. Barking and Dagenham 32. Havering 33. Bexley |

Diese Liste der Grade-I-Bauwerke in Greater London nennt die Grade-I-Listed Buildings in der Region Greater London nach London Boroughs geordnet.
Von den rund 373.000 Listed Buildings in England sind rund 9000, also etwa 2,4 %, als Grade I eingestuft. Davon befinden sich etwa 602 in Greater London.

## Barking and Dagenham
1. Eastbury Manor House, Barking and Dagenham, IG11
2. Garden Walls of Eastbury Manor House, Barking and Dagenham, IG11
3. Parish Church of St Margaret, Barking and Dagenham, IG11

## Barnet
1. Church of St Jude, Barnet, NW11
2. The Free Church, Barnet, NW11

## Bexley
1. Crossness Pumping Station, Bexley, SE28
2. Danson Park Mansion, Bexley, DA6
3. Garden Wall, Gatepiers and Gates to North And West of Hall Place, Bexley, DA5
4. Hall Place, Church of the Holy Trinity, Dartford, Kent, DA1
5. Red House, Bexley, DA6
6. Well Head to South East of Red House, Bexley, DA6

## Brent
1. Old Parish Church of St Andrew, Brent, NW9

## Bromley
1. Bromley College, Bromley, BR1
2. Gateway at Bromley College, Bromley, BR1
3. Down House, Bromley, BR6
4. Holwood Mansion, Bromley, BR2
5. Keston Windmill, Bromley, BR2
6. Prehistoric Animal Sculptures, Geological Formations and Lead Mine on Islands and on Land Facing the Bromley, SE19
7. Sundridge Park, Bromley, BR1
8. Wickham Court, Bromley, BR4

## Camden
1. 9 and 10, St Andrews Place, Camden, NW1
2. All Saints Greek Orthodox Church, Camden, NW1
3. Burgh House, Camden, NW3
4. Charles Dickens House and Attached Railings, Camden, WC1N
5. Church of Christ the King and Attached Railings and Walls, Camden, WC1E
6. Church of St George and Attached Railings, Gates and Lamps, Camden, WC1A
7. Church of St Giles in the Fields, Camden, WC2H
8. Church of St John, Frognal and Fitzjohns, Camden, NW3
9. Church of St John, Hampstead Town, Camden, NW3
10. Church of St Martin, Camden, NW5
11. Church of St Pancras, Camden, NW1
12. Church of St Stephen, Camden, NW3
13. Fenton House, Camden, NW3
14. Gloucester Lodge (Number 12) Gloucester House (Number 14) and Attached Boundary Wall, Camden, NW1
15. Institute of St Marcellina, Camden, NW3
16. Keats House, Camden, NW3
17. Kenwood House (Iveagh Bequest), Camden, NW3
18. Bahnhof King’s Cross, Camden, N1C
19. Lindsey House and Attached Railings, Piers and Lamp Brackets, Camden, WC2A
20. Nos. 16–23, Old Buildings, Camden, WC2A
21. Numbers 1, 2 and 3 Albany Terrace and Attached Railings, Camden, NW1
22. Numbers 1–10 Bedford Square, and Attached Railings, Camden, WC1B
23. Number 11 Bedford Square and Attached Railings, Camden, WC1B
24. Numbers 12–27 Bedford Square and Attached Railings, Camden, WC1B
25. Numbers 28–38 Bedford Square and Attached Railings, Camden, WC1B
26. Numbers 40–54 Bedford Square and Attached Railings, Camden, WC1B
27. Numbers 1–10 Cambridge Terrace and Attached Railings, Camden, NW1
28. Numbers 1, 1a and 2–8 Fitzroy Square and Attached Railings and Lamp Holders, Camden, W1T
29. Numbers 1–12 Chester Place and Attached Railings, Camden, NW1
30. Numbers 1–42 Chester Terrace and Attached Railings and Linking Arches, Camden, NW1
31. Numbers 1–4 Cumberland Place and Attached Balustrades and Railings, Camden, NW1
32. Numbers 1–59 Cumberland Terrace and Attached Railings, Camden, NW1
33. Numbers 1–7 and Attached Railings and Lamp Holder, Camden, WC2A
34. Numbers 1–8 St Andrews Place and Attached Railings, Camden, NW1
35. Numbers 12 and 13 New Square and Attached Railings, Camden, WC2A
36. Numbers 13–24 Park Square East and Attached Railings the Diorama, Bedford College Annexe, Camden, NW1
37. Numbers 2 to 11 and Attached Railings, Camden, NW1
38. Numbers 31 and 33 and Attached Railings, Camden, NW1
39. Numbers 8–11 and Attached Railings and Gates, Camden, WC2A
40. Numbers I, 1a, 1b, 1c and 1d and 2–32 Isokon Flats, Camden, NW3
41. Old Hall and Attached Gateway, Camden, WC2A
42. Roman Catholic Church of St Etheldreda and Attached Walls and Piers, Camden, EC1N
43. Romneys House, Camden, NW3
44. Royal College of Physicians, Camden, NW1
45. Sir John Soane Museum and Attached Railings, Camden, WC2A
46. Bahnhof St Pancras und früheres Midland Grand Hotel, Camden, N1C
47. The British Library, piazza, boundary wall and railings to Ossulston Street, Euston Road and Midland, Camden, NW1
48. The British Museum, Camden, WC1E
49. The British Museum King Edward VII Galleries and Attached Wall and Lions, Camden, WC1E
50. The Chapel, Camden, WC2A
51. The Egyptian Avenue and Lebanon Circle (Inner and Outer Circles), highgate Western Cemetery, Camden, N6
52. The London Foot Hospital and Attached Railings, Camden, W1T
53. The National Institute for Social Work Training and Attached Railings and Gates, Camden, WC1H
54. Tomb of Karl Marx and Family in Highgate (Eastern) Cemetry, Camden, N19
55. Tomb of Sir John Soane, His Wife and Son in St Pancras Old Church Gardens, Camden, NW1
56. University College (University of London) and attached railings to north and south wings, Camden, WC1E

## City of London
1. King’s Bench Walk, City of London, EC4Y
2. 1, Essex Court Ec4, City of London, EC4Y
3. 1, Hare Court Ec4, City of London, EC4Y
4. 1–4, Holborn Bars, City of London, EC1N
5. 2 and 3, Essex Court Ec4, City of London, EC4Y
6. 2 King’s Bench Walk, City of London, EC4Y
7. 3, King’s Bench Walk, City of London, EC4Y
8. 4, King’s Bench Walk, City of London, EC4Y
9. 4–6, Pump Court Ec4, City of London, EC4Y
10. 5 King’s Bench Walk, City of London, EC4Y
11. 6 King’s Bench Walk, City of London, EC4Y
12. 7 King’s Bench Walk, City of London, EC4Y
13. Apothecaries Hall, City of London, EC4V
14. Bank of England, City of London, EC2R
15. Cathedral Church of St Paul, City of London, EC4M
16. Christchurch remains of Christ Church, City of London, EC1A
17. Church of All Hallows by the Tower, City of London, EC3R
18. Church of All Hallows, City of London, EC2M
19. Church of St Andrew, City of London, EC4A
20. Church of St Andrew by the Wardrobe, City of London, EC4V
21. Church of St Andrew Undershaft, City of London, EC3A
22. Church of St Anne and St Agnes, City of London, EC2V
23. Church of St Bartholomew the Great, City of London, EC1A
24. Church of St Benet, Paul’s Wharf, City of London, EC4V
25. Church of St Botolph, City of London, EC1A
26. Church of St Botolph, City of London, EC3N
27. Church of St Bride, City of London, EC4Y
28. Church of St Clement, City of London, EC4N
29. Church of St Dunstan in the East st Dunstan in the East (Ruin), City of London, EC3R
30. Church of St Dunstan in the West (Including Attached Sunday School), City of London, EC4A
31. Church of St Edmund, City of London, EC3V
32. Church of St Giles, City of London, EC2Y
33. Church of St Helen, City of London, EC3A
34. Church of St James Garlickhithe, City of London, EC4V
35. Church of St Katherine Cree, City of London, EC3A
36. Church of St Lawrence Jewry, City of London, EC2V
37. Church of St Magnus the Martyr, City of London, EC3R
38. Church of St Margaret, City of London, EC2R
39. Church of St Margaret Pattens, City of London, EC3M
40. Church of St Martin, City of London, EC4M
41. Church of St Mary, City of London, EC4N
42. Church of St Mary Aldermary, City of London, EC4M
43. Church of St Mary at Hill, City of London, EC3R
44. Church of St Mary Le Bow, City of London, EC2V
45. Church of St Mary Woolnoth, City of London, EC3V
46. Church of St Michael, City of London, EC3V
47. Church of St Michael Paternoster Royal, City of London, EC4R
48. Church of St Nicholas Cole Abbey, City of London, EC4V
49. Church of St Olave, City of London, EC3R
50. Church of St Peter, City of London, EC3V
51. Church of St Sepulchre, City of London, EC1A
52. Church of St Stephen, City of London, EC4N
53. Church of St Vedast, City of London, EC2V
54. College of Arms, City of London, EC4V
55. Custom House, City of London, EC3R
56. Dr Johnsons House, City of London, EC4A
57. Goldsmiths Hall, City of London, EC2V
58. Guild Church of St Ethelburga the Virgin, City of London, EC2N
59. Guildhall, City of London, EC2V
60. Lloyd’s Building, City of London, EC3V
61. Main North Block, East Block, West Block, St Bartholomew’s Hospital, City of London, EC1A
62. Mansion House, City of London, EC4N
63. Middle Temple Gatehouse, City of London, EC4Y
64. Middle Temple Hall, City of London, EC4Y
65. Midland Bank, City of London, EC2R
66. Number 4, 5 and 6 and Attached Pump, City of London, EC1N
67. Railings to Churchyard of Cathedral Church of St Paul, City of London, EC4M
68. Royal Exchange, City of London, EC3V
69. Screen Wall and Gateways to Forecourt of St Paul’s Deanery, City of London, EC4M
70. Skinners Hall, City of London, EC4R
71. St Paul’s Deanery, City of London, EC4V
72. Stationers’ Hall, City of London, EC4M
73. Synagogue, City of London, EC3A
74. Temple Bar, City of London, EC4M
75. Temple Church (St Mary’s), City of London, EC4Y
76. The Gatehouse, St Bartholomew’s Hospital, City of London, EC1A
77. The Monument, City of London, EC3R
78. Tower and Remains of Church of All Hallows Staining, City of London, EC3R
79. Tower of Former Church of St Augustine, City of London, EC4M
80. Tower of Former Church of St Mary Somerset, City of London, EC4V
81. Tower of Former Church of St Olave, City of London, EC2R
82. Trinity House, City of London, EC3N
83. Vintners Hall, City of London, EC4V
84. Westminster Bank, City of London, EC2R

## Croydon
1. Church of All Saints, Croydon, CR2
2. Church of St John the Evangelist, Croydon, CR5
3. Church of St Mary Addington, Croydon, CR0
4. Hospital of the Holy Trinity (Whitgift Hospital), Croydon, CR0
5. Old Palace School (Croydon Palace), Croydon, CR0
6. Parish Church of St John the Baptist, Croydon, CR0
7. Parish Church of St Michael and All Angels, Croydon, CR0

## Ealing
1. Church of St Mary, Ealing, UB5
2. Church of St Mary the Virgin, Ealing, UB6
3. Entrance Archway and Gates at Pitzhanger Manor at North East End of Park, Ealing, W5
4. Parish Church of the Holy Cross (Old Church), Ealing, UB6
5. Pitzhanger Manor (Public Library), Ealing, W5
6. Wharncliffe Viaduct, Ealing, UB1

## Enfield
1. Forty Hall, Enfield, EN2
2. Grovelands Park Hospital (Original Block Only), Enfield, N14
3. Screen Wall, Gateway and North Pavilions to West of Forty Hall, Enfield, EN2

## Greenwich
1. Charlton House, Greenwich, SE7
2. Church of St Alfege, Greenwich, SE10
3. Church of St Paul, Lewisham, SE8
4. Cutty Sark, Greenwich, SE10
5. Eltham Lodge, Greenwich, SE9
6. Garden House to North West of Charlton House (Now Public Lavatory), Greenwich, SE7
7. Gate Lodges at East Gate of Royal Naval College, Greenwich, SE10
8. Gateway at Axis to West of Charlton House, Greenwich, SE7
9. Great Hall of Eltham Palace, Greenwich, SE9
10. Morden College, Greenwich, SE3
11. National Maritime Museum, Greenwich, SE10
12. North Boundary Wall, Entrance Gateway and Spur Wall with Gateway in Grounds to North of House Called, Greenwich, SE9
13. North Bridge Across Eltham Palace Moat, Greenwich, SE9
14. Numbers 1 to 14 (Consecutive) the Paragon, and Paragon Cottage and Paragon Lodge, Greenwich, SE3
15. Remains of South Bridge Across Eltham Palace Moat, Greenwich, SE9
16. Royal Arsenal Brass Foundry Royal Foundry, Greenwich, SE18
17. Royal Naval College Gates, Gate Piers and Lodges to West Entrance, Greenwich, SE10
18. Royal Naval College north east building, Queen Anne’s Quarter, Greenwich, SE10
19. Royal Naval College North West Building King Charles Quarters, Greenwich, SE10
20. Royal Naval College southwest building, King William’s Quarter, Greenwich, SE10
21. Royal Naval College, Queen Mary’s Quarter, Greenwich, SE10
22. Royal Observatory Flamsteed House, Greenwich, SE10
23. Royal Observatory former Great Equatorial Building, Greenwich, SE10
24. Royal Observatory the Transit House, Greenwich, SE10
25. Royal Observatory Wall and Clock to Right of Entrance Gates, Greenwich, SE10
26. Stable Buildings to South West of Charlton House, Greenwich, SE7
27. The Ranger’s House, Greenwich, SE10
28. Vanbrugh Castle, Greenwich, SE10
29. Walls of Inner Courtyard to Eltham Palace, with Chambers Adjoining, Greenwich, SE9

## Hackney
1. Church of St Chad, Hackney, E2
2. Church of St Columba, Hackney, E2
3. Church of St Leonard, Hackney, E1
4. Church of St Matthias, Hackney, N16
5. Church of St Michael, Hackney, EC2A
6. Old Tower of Former Church of St Augustine, Hackney, E8
7. St Columba’s Vicarage, with Link to Church, Hackney, E2
8. The Geffrye Museum, Hackney, E2

## Hammersmith and Fulham
1. Fulham Palace, Hammersmith and Fulham, SW6

## Haringey
1. Bruce Castle, Haringey, N17
2. Cromwell House, Haringey, N6
3. Forecourt Walls to Cromwell House, Haringey, N6
4. Highpoint I highpoint I (Numbers A to D) highpoint I (Numbers G,H,I,K), Haringey, N6
5. Highpoint II, Haringey, N6
6. Tower to South West of Bruce Castle, Haringey, N17

## Harrow
1. Church of St Lawrence, Harrow, HA8
2. Headstone Manor, Harrow, HA2
3. Parish Church of St Mary, Harrow, HA1
4. The Old Schools, Harrow School, Harrow, HA1

## Havering
1. Church of St Helen and St Giles, Havering, RM13
2. Church of St Laurence, Havering, RM14
3. Church of St Mary Magdalene, Havering, RM14
4. Parish Church of St Andrew, Havering, RM12
5. Stable Block at the Bower House, Havering, RM4
6. The Bower House, Havering, RM4

## Hillingdon
1. Breakspear House, Hillingdon, UB9
2. Church of St Martin of Tours, Hillingdon, HA4
3. Church of St Mary, Hillingdon, UB9
4. Church of St Peter and St Paul, Hillingdon, UB3
5. Group Operations Room, Hillingdon, UB10
6. Ickenham Manor, Hillingdon, UB10
7. Outbuildings to North of Swakeleys, Hillingdon, UB10
8. Swakeleys, Hillingdon, UB10
9. The Great Barn, Harmondsworth, Hillingdon, UB7

## Hounslow
1. Aviary or Little Orangerey in Osterley Park, Hounslow, TW7
2. Boston Manor House, Boston Manor Park, Hounslow, TW8
3. Cascade in Chiswick Park, Hounslow, W4
4. Classic Bridge in Chiswick Park, Hounslow, W4
5. Deer House in Chiswick Park Near Italian Garden, Hounslow, W4
6. Doric Column in Chiswick Park North East of Conservatory, Hounslow, W4
7. Entrance Gateway of Chiswick Park Immediately West of Obelisk, Hounslow, W4
8. Inigo Jones’s Gateway in Chiswick Park, Hounslow, W4
9. Ionic Temple and Obelisk in Chiswick Park, Hounslow, W4
10. Obelisk in Chiswick Park at End of Avenue Running West from Temple, Hounslow, W4
11. Three Male Statues from Hadrian’s Villa in Chiswick Park, Hounslow, W4
12. Chiswick House, Hounslow, W4
13. Conservatory to Chiswick House, Hounslow, W4
14. Temple (Rustic House) at End of Yew Walk North East of Chiswick House, Hounslow, W4
15. Floras Column, Syon Park, Hounslow, TW8
16. Gate Lodge to Syon House, Hounslow, TW8
17. Great Engine House, Kew Bridge Pumping House, Hounslow, TW8
18. Hogarths House wall and Gate of Hogarths House, Hounslow, W4
19. Kew Observatory, Richmond upon Thames, TW9
20. Main Building, Kew Bridge Pumping Station, Hounslow, TW8
21. Metropolitan Water Board Pump House Tower, Kew Bridge, Hounslow, TW8
22. Ornaments Lining Avenue to Rear of Chiswick House, Hounslow, W4
23. Osterley House, Hounslow, TW7
24. Osterley House Stables, Hounslow, TW7
25. Stone Entrance Piers in Front of Chiswick House, Hounslow, W4
26. Syon House, Hounslow, TW8
27. Syon House Conservatory, Hounslow, TW8
28. Syon Park Boathouse the Pavilion, Hounslow, TW7
29. Syon Park Entrance Lodges and Gates, London Road, Hounslow, TW8
30. Ten Terms with Female Heads in Semicircle Before Front of Chiswick House, Hounslow, W4
31. The Temple in Osterley Park, Hounslow, TW7
32. Two Statues Flanking Chiswick House, Hounslow, W4
33. Walpole House, Hounslow, W4

## Islington
1. 52–55, Newington Green, Islington, N16
2. Clerk’s Well and Chamber/Enclosure in Basement of Number 16, Islington, EC1R
3. Finsbury Health Centre, Islington, EC1R
4. Former Church of St Luke, Islington, EC1V
5. Former Church of St Saviour, Islington, N5
6. John Wesley’s House and Attached Railings, Islington, EC1Y
7. Master’s Lodge, the Charterhouse and Attached Railings, Islington, EC1M
8. Priory Church of St John of Jerusalem, Islington, EC1V
9. St John’s Gate, Islington, EC1M
10. The Charterhouse, Islington, EC1M
11. Union Chapel, Islington, N1
12. Wesley’s Chapel, Islington, EC1Y

## Kensington and Chelsea
1. Chelsea Old Church (All Saints), Kensington and Chelsea, SW3
2. Church of Holy Trinity, Kensington and Chelsea, SW1X
3. Church of St Cuthbert and St Matthias, Kensington and Chelsea, SW5
4. Church of St John the Baptist, Kensington and Chelsea, W14
5. Church of St Luke, Kensington and Chelsea, SW3
6. Debenham House, Kensington and Chelsea, W14
7. Gate Piers to Forecourt, Kensington and Chelsea, W8
8. Holland House, Kensington and Chelsea, W8
9. Kensington Palace, Kensington and Chelsea, W8
10. Natural History Museum, Front Lodge and Gates, Gatepiers and Railings, Kensington and Chelsea, SW7
11. Orangery at Kensington Palace, Kensington and Chelsea, W2
12. Statue of Charles II in Centre of Middle Courtyard in Main Buildings, Royal Hospital, Kensington and Chelsea, SW3
13. The Anglican Chapel, Kensington and Chelsea, W10
14. The Royal Hospital Entrance Gates and Lodges (On North West Side of Burton’s Court) Fronting St Leon, Kensington and Chelsea, SW3
15. The Royal Hospital Main Hospital Buildings Seven Three Storey Connected Blocks, Kensington and Chelsea, SW3
16. The Tower House, Kensington and Chelsea, W14
17. Thematic House, Kensington and Chelsea, W11
18. Victoria and Albert Museum, Kensington and Chelsea, SW7

## Kingston upon Thames
1. Church of All Saints, Kingston upon Thames, KT1
2. Clattern Bridge, Kingston upon Thames, KT1
3. Coronation Stone, Kingston upon Thames, KT1

## Lambeth
1. Christ Church, Lambeth, SW2
2. Church of All Saints, Lambeth, SE21
3. Church of St John the Divine, Lambeth, SW9
4. Lambeth Palace, Lambeth, SE1
5. Royal Festival Hall, Lambeth, SE1
6. Statue of Robert Clayton at North Entrance to Ward Block of North Wing at St Thomas’ Hospital, Lambeth, SE1

## Lewisham
1. Boone’s Chapel (With Short Abutting Wall to East), Lewisham, SE13

## Merton
1. Church of St Lawrence, Merton, SM4
2. Eagle House, Merton, CR4
3. Forecourt Walls, piers, railings and gates of Eagle House, Merton, CR4

## Newham
1. Church of All Saints, Newham, E15
2. Church of St Mary Magdalene, Newham, E6
3. Church of St Mary the Virgin, Newham, E12
4. Tide Mill (Known As the House Mill), Newham, E3

## Redbridge
1. Church of St Mary, Redbridge, E11

## Richmond upon Thames
1. 1–4, Maids of Honour Row, and gates and railings, Richmond upon Thames, TW9
2. Arethusa or ‘Diana’ Fountain, Richmond upon Thames, KT8
3. Asgill House, Richmond upon Thames, TW9
4. Banqueting House, Richmond upon Thames, KT8
5. Barracks, Richmond upon Thames, KT8
6. Chapel in the Wood, Strawberry Hill, Richmond upon Thames, TW1
7. Church of All Hallows, Richmond upon Thames, TW1
8. Flowerpot Gate, Richmond upon Thames, KT8
9. Fountain Garden, Hampton, Richmond upon Thames, KT8
10. Garrick’s Shakespeare Temple, Richmond upon Thames, TW12
11. Garrick’s Villa, Richmond upon Thames, TW12
12. Ham House, Richmond upon Thames, TW10
13. Hampton Court Lion Gates, Richmond upon Thames, KT8
14. Hampton Court Palace, Richmond upon Thames, KT8
15. Hampton Court Tilt Yard Tower, Richmond upon Thames, KT8
16. Kew Palace, Richmond upon Thames, TW9
17. Kew Palace Flats, Richmond upon Thames, TW9
18. Lower Orangery, Richmond upon Thames, KT8
19. Marble Hill House, Richmond upon Thames, TW1
20. Orangery, Richmond upon Thames, TW9
21. Orleans House the Octagon Room and Service Wing Adjoining, Richmond upon Thames, TW1
22. Privy Garden, Richmond upon Thames, KT8
23. Richmond Bridge, Richmond upon Thames, TW9
24. Richmond Golf Club sudbrook Park, Richmond upon Thames, TW10
25. Royal Mews and Great Barn, Richmond upon Thames, KT8
26. Strawberry Hill (St Mary’s Training College), Richmond upon Thames, TW1
27. Temperate House, Richmond upon Thames, TW9
28. Tennis Court, Richmond upon Thames, KT8
29. The Gate House the Old Palace, Richmond upon Thames, TW9
30. The Pagoda, Richmond upon Thames, TW9
31. The Palm House, Richmond upon Thames, TW9
32. The Trumpeters’ House, Richmond upon Thames, TW9
33. The Wardrobe, Richmond upon Thames, TW9
34. The Wick and Wick Cottage, Richmond upon Thames, TW10
35. Trophy Gates, Richmond upon Thames, KT8
36. Walls and Railings to Hampton Court Palace, Richmond upon Thames, KT8
37. White Lodge, Richmond upon Thames, TW10

## Southwark
1. Cathedral Church of St Saviour and St Mary Overie (Southwark Cathedral), Southwark, SE1
2. Church of St Peter, Southwark, SE17
3. The George Inn, Southwark, SE1
4. Tower Bridge (That Part That Lies Within the Borough of Southwark), Southwark, SE1

## Sutton
1. Beddington Place (Great Hall Only), Sutton, SM6

## Tower Hamlets
1. 56, Artillery Lane E1, Tower Hamlets, E1
2. A Warehouse (Skin Floor) Including Vaults Extending Under Wapping Lane, Tower Hamlets, E1W
3. Blackwall Basin, Tower Hamlets, E14
4. Chapel of St Peter Ad Vincula, Tower Hamlets, EC3N
5. Christ Church (Including Gatepiers and Gates to Vergers Yard), Tower Hamlets, E1
6. Church of St Annes, Tower Hamlets, E14
7. Church of St George in the East, Tower Hamlets, E1
8. Church of St John on Bethnal Green, Tower Hamlets, E2
9. Church of St Peter, Tower Hamlets, E1W
10. Outer Curtain Wall with Casements and Mural Towers, Tower Hamlets, EC3N
11. Parish Church of St Dunstan and All Saints (The Church of the High Seas), Tower Hamlets, E1
12. Portion of Old London Wall, Tower Hamlets, EC3N
13. Quay Walls,copings and Butresses to Import Dock and Export Dock, Tower Hamlets, E14
14. The Mercantile Marine First World War Memorial, Tower Hamlets, EC3N
15. The Middle Tower, with Causeway to Byward Tower (Qv) and Remains of Causeway to Lion Tower to West, Tower Hamlets, EC3N
16. The White Tower, Tower Hamlets, EC3N
17. Tower Bridge (That Part in London Borough of Tower Hamlets), Tower Hamlets, EC3N
18. Tower Bridge Approach, Tower Hamlets, EC3N
19. Tower of London (Inner curtain wall with mural towers), the New Armouries, the Queen’s House and Tower, Tower Hamlets, EC3N
20. Trinity Green (Almshouses and Chapel) Including Gates, Railings, Wall and Piers, Tower Hamlets, E1
21. Warehouses and General Offices at Western End of North Quay, Tower Hamlets, E14

## Waltham Forest
- keine Einträge

## Wandsworth
1. Church of St Mary and Churchyard Wall and Gates, Wandsworth, SW11
2. Gala Bingo Club, Wandsworth, SW17
3. Mount Clare, Wandsworth, SW15
4. Parkstead House, Wandsworth, SW15
5. Roehampton House (At Queen Mary’s Hospital), Wandsworth, SW15

## Westminster
1. 1 to 26 Sussex Place london Graduate School of Business Studies, Westminster, NW1
2. 1–11, Belgrave Square Sw1, Westminster, SW1X
3. 25–36, Belgrave Square Sw1, Westminster, SW1X
4. 12, Belgrave Square Sw1, Westminster, SW1X
5. 13–23, Belgrave Square Sw1, Westminster, SW1X
6. 38–48, Belgrave Square Sw1, Westminster, SW1X
7. 44, Berkeley Square W1, Westminster, W1J
8. 45 and 46, Berkeley Square W1, Westminster, W1J
9. 19,19a and 20, Broad Sanctuary Sw1, Westminster, SW1P
10. 12, Buckingham Street Wc2, Westminster, WC2N
11. 1–43, Clarence Terrace Nw1, Westminster, NW1
12. 1–21, Cornwall Terrace Nw1, Westminster, NW1
13. 36, Craven Street Wc2, Westminster, WC2N
14. 30, Curzon Street W1, Westminster, W1J
15. 10, Downing Street Sw1, Westminster, SW1A
16. 11, Downing Street Sw1, Westminster, SW1A
17. 180, Ebury Street Sw1, Westminster, SW1W
18. 3–6, Grafton Street W1, Westminster, W1J
19. 10, Hertford Street W1, Westminster, W1J
20. 17, Hill Street W1, Westminster, W1J
21. 31, Old Burlington Street W1, Westminster, W1S
22. 1–6, Park Crescent W1, Westminster, W1B
23. 93, Park Lane W1, Westminster, W1K
24. 10, Portman Close W1, Westminster, W1U
25. 17 and 19, Queen Anne’s Gate Sw1, Westminster, SW1H
26. 21 and 23, Queen Anne’s Gate Sw1, Westminster, SW1H
27. 25, Queen Anne’s Gate Sw1, Westminster, SW1H
28. 26–32, Queen Anne’s Gate Sw1, Westminster, SW1H
29. 15, Queen Anne’s Gate Sw1, Westminster, SW1H
30. 40, Queen Anne’s Gate Sw1, Westminster, SW1H
31. 42, Queen Anne’s Gate Sw1, Westminster, SW1H
32. 44, Queen Anne’s Gate Sw1, Westminster, SW1H
33. 46, Queen Anne’s Gate Sw1, Westminster, SW1H
34. 5–13, Queen Anne’s Gate Sw1, Westminster, SW1H
35. 1–5, Regent’s Park NW1, Westminster, NW1
36. 15, St James’s Square Sw1, Westminster, SW1Y
37. 18, Suffolk Street Sw1, Westminster, SW1Y
38. 20 and 21, St James’s Square Sw1, Westminster, SW1Y
39. 8–12, York Gate NW1, Westminster, NW1
40. 1–18, York Terrace East NW1, Westminster, NW1
41. 1–33, York Terrace West NW1, Westminster, NW1
42. 34, York Terrace West NW1, Westminster, NW1
43. 35–46, York Terrace West NW1, Westminster, NW1
44. 47, York Terrace West NW1, Westminster, NW1
45. Abbey Precinct Wall, Westminster, SW1P
46. Admiralty Arch, First Sea Lord’s Residence and Offices, Balustrades and Steps, Westminster, SW1A
47. Admiralty House, Westminster, SW1A
48. Albany Courtyard, Westminster, W1J
49. All Saints Church and Numbers 7 and 8: All Saints Church House and Vestry, Including Railings to Basement Area and Attached Pair of Lamp Standards, Westminster, W1W
50. Apartment 5, St James’ Palace, Westminster, SW1A
51. Apsley House, Westminster, W1J
52. Banqueting House, Westminster, SW1A
53. Bluecoat School (National Trust), Westminster, SW1H
54. Bodley House chambers B1 to 6, C1 to 6, D1 to 6, E1 to 6, F1 to 3, G1 to 3, H1 to 6, I1 to 6, K1 to 6 and L1 to 6, Westminster, W1S
55. Boodle’s Club, Westminster, SW1A
56. Bridgewater House, Westminster, SW1A
57. Brook’s Club (South of Number 60), Westminster, SW1A
58. Buckingham Palace, Westminster, SW1A
59. Buckingham Palace Boundary Walls Enclosing Grounds walls to Buckingham Palace Gardens, Westminster, SW1W
60. Buckingham Palace Forecourt Gate Piers, Gates, Railings and Lamps, Westminster, SW1A
61. Buckingham Palace Gates, Railings, Piers and Gate Piers with Lamps Fronting Buckingham Gate and As Entrance to Ambassadors’ Court, Westminster, SW1A
62. Buckingham Palace Lodge to North of Entrance to Royal Mews buckingham Palace Lodges North and South, Westminster, SW1W
63. Buckingham Palace Lodge to South of Entrance to Royal Mews buckingham Palace Lodges North and South, Westminster, SW1W
64. Buckingham Palace Riding School, Westminster, SW1W
65. Buckingham Palace, Wall Linking Palace and Riding School, Along Buckingham Palace Road, Westminster, SW1W
66. Catholic Apostolic Church and Church House, Westminster, W2
67. Chambers on West Side of New Court, Westminster, EC4Y
68. Chandos House, Westminster, W1G
69. Chatham House, Westminster, SW1Y
70. Chimps Breeding Colony the Gorilla House, Westminster, NW1
71. Church of All Souls, Langham Place, Westminster, W1B
72. Church of St Augustine, Westminster, NW6
73. Church of St Barnabas, Westminster, SW1W
74. Church of St Clement Danes, Westminster, WC2R
75. Church of St George, Vestry and Obelisks, Westminster, W1S
76. Church of St James the Less, Westminster, SW1V
77. Church of St James’s Piccadilly, Westminster, SW1Y
78. Church of St Margaret, Westminster, Westminster, SW1P
79. Church of St Mark’s, Westminster, W1K
80. Church of St Martin in the Fields, Westminster, WC2N
81. Church of St Mary, Westminster, W1H
82. Church of St Mary Le Strand, Westminster, WC2R
83. Church of St Mary Magdalene, Westminster, W2
84. Church of St Marylebone, Westminster, W1U
85. Church of St Paul church of St Paul Covent Garden, Westminster, WC2E
86. Church of St Peters, Westminster, W1G
87. Church of the Holy Trinity, Westminster, SW7
88. Churchyard Walls and Railings Surrounding Church of St Martin in the Fields on North, South, East and West Sides, Westminster, WC2N
89. Clarence House, Westminster, SW1A
90. Cleopatra’s Needle, Westminster, WC2N
91. Clerk of the Works Office and the Remains of the Chapel of St Catherine little Cloisters Lodgings, Westminster, SW1P
92. Dean’s Residence, Queen’s Chapel, Westminster, SW1A
93. Dean’s Yard, Westminster, SW1P
94. Dean’s Yard, Westminster, SW1P
95. Doric Villa, Westminster, NW1
96. Dover House scottish Office, Westminster, SW1A
97. Duke of York Column and Steps, Westminster, SW1Y
98. Forecourt Garden Railings and Gatepiers to Numbers 1 to 20 (Consecutive) forecourt Garden Railings, Westminster, NW1
99. Forecourt Garden Railings to Numbers 20 and 21, Westminster, NW1
100. Forecourt Railings, Gates and Guardhouses to Horseguards, Westminster, SW1A
101. Forecourt Railings, Piers and Gates to Apsley House, Westminster, W1J
102. Foreign and Commonwealth Office with Home Office the Foreign Office the Foreign Office (Foreign and Commonwealth Office with Home Office), Westminster, SW1A
103. Former Dock Retaining Walls to Moat Around Jewel House, Westminster, SW1P
104. Former New Scotland Yard Norman Shaw North Building, Westminster, SW1A
105. Garden Railings in Front of Sussex Place, Westminster, NW1
106. Garden Railings to Park Front of Number 1–33, Westminster, NW1
107. Garden Railings to Park Front of Numbers 1 to 18, Westminster, NW1
108. Garden Railings to Park Front of Numbers 34 to 47, Westminster, NW1
109. Gates, Railings, Gate Piers to New Palace Yard, Houses of Parliament, Westminster, SW1P
110. Gateway from Devereux Court, Westminster, EC4Y
111. Greek Cathedral of Aghia Sophia and Presbytery, Westminster, W2
112. Grosvenor Estate Office, Westminster, W1K
113. Hanover Terrace, Westminster, NW1
114. Holy Trinity Church, Westminster, NW1
115. Home House (Courtauld Institute), Westminster, W1H
116. Horse Guards, Westminster, SW1A
117. House of St Barnabas, Westminster, W1D
118. Houses of Parliament and The Palace of Westminster, Westminster, SW1P
119. Institute of Directors, Westminster, SW1Y
120. Lancaster House, Westminster, SW1A
121. Little Deans Yard, Westminster, SW1P
122. Little Deans Yard (College of Westminster School), Westminster, SW1P
123. Little Deans Yard Ashburnham House, Westminster, SW1P
124. Little Deans Yard Staircase to Doorway and Gateway to School and Busby Library, Westminster, SW1P
125. London Underground Headquarters Including St James’s Park Underground Station, Westminster, SW1H
126. Marlborough House with Enclosing Forecourt Walls and East Service/Stable Wing, Westminster, SW1A
127. Melbourne House (A1 to A15), Westminster, W1J
128. Ministry of Defence, Containing Sixteenth Century Undercroft and Historic Rooms Numbers 13, 24, 25, 27 and 79, Westminster, SW1A
129. National Gallery, Westminster, WC2N
130. National Portrait Gallery, Westminster, WC2N
131. Naval and Military Club, Westminster, W1J
132. Nelson’s Column the Nelson Monument, Westminster, WC2N
133. New West End Synagogue, Westminster, W2
134. No. 25, BROOK STREET, Westminster, W1K
135. North Screen to Buckingham Palace Forecourt with Gateway to Gardens, Westminster, SW1A
136. Nos. 14–22, 22A and 24, QUEEN ANNE’S GATE, Westminster, SW1H
137. Nuffield Lodge, Westminster, NW8
138. Numbers 1 to 12 Park Square West, Westminster, NW1
139. Numbers 1–9 Including Railings to North and East, Westminster, SW1Y
140. Numbers 10 to 18 (Including the Institute of Contemporary Arts) and Railings to North and West, Westminster, SW1Y
141. Numbers 18 to 26 (Including the Former Number 27), Westminster, W1B
142. Oxford University Press, Westminster, W1S
143. Paddington Station Including the Lawn, Gwr Office Block on London Street and Offices Along Eastbourn, Westminster, W2
144. Park Front Garden Railings to Numbers 19 and 20, Westminster, NW1
145. Part of Royal Institution, Westminster, W1S
146. Penguin Pool, Westminster, NW1
147. Prince Consort National Memorial (Albert Memorial), Westminster, SW7
148. Queen Alexandra Memorial, Westminster, SW1A
149. Queen Mary’s Steps and Fragment of Whitehall Palace, Westminster, SW1A
150. Queen Victoria Memorial, Westminster, SW1A
151. Queen Victoria Memorial Gates and Gatepiers, Balustrades, Steps and Retaining Wall with Fountain Framing West End of the Mall, Westminster, SW1A
152. Queen’s Chapel, Westminster, SW1A
153. Quo Vadis Restaurant, Westminster, W1D
154. Royal Albert Hall, Westminster, SW7
155. Royal Artillery Memorial, Westminster, W1J
156. Royal Courts of Justice the Law Courts (The Royal Courts of Justice), Westminster, WC2A
157. Royal Institute of British Architects Drawings Collection, Westminster, W1H
158. Royal Opera Arcade royal Opera Arcades, Westminster, SW1Y
159. Royal Opera House, Westminster, WC2B
160. Sainsbury Wing at the National Gallery, Westminster, WC2N
161. Screen at Hyde Park Corner Entrance, Westminster, W1J
162. Screen Walls, Gates, Railings and Lamps to the Law Courts, Westminster, WC2R
163. Shaftesbury Memorial Fountain Eros, Westminster, W1J
164. Somerset House and King’s College Old Building, Westminster, WC2R
165. South Screen to Buckingham Palace Forecourt Backing Onto Ambassadors’ Court, Westminster, SW1A
166. Spanish Embassy, Westminster, SW1X
167. Spencer House, Westminster, SW1A
168. St James the Less Parish Rooms and Schools, Westminster, SW1V
169. St James’s Club, Westminster, W1J
170. St James’s Palace st James’s Palace, Garden Walls, Marlborough Gate Etc, Westminster, SW1A
171. St John’s Smith Square Concert Hall, Westminster, SW1P
172. Statuary Group of the Burghers of Calais, Westminster, SW1P
173. Statue of Charles I, Westminster, WC2N
174. Statue of George Ii# in Somerset House Quadrangle, Westminster, WC2R
175. Statue of James I# in Front of National Gallery West Wing, Westminster, WC2N
176. Statue of Queen Anne Against North Flank of Number 15 Queen Anne’s Gate, Westminster, SW1H
177. Statue of William Ii# (In Centre of Square), Westminster, SW1Y
178. Stratford House, the Oriental Club, Westminster, W1U
179. Summer House in Buckingham Palace Garden, Westminster, SW1W
180. Terraces and Ornamental Walls of Bridgewater House on Green Park Side, Westminster, SW1A
181. The Achilles Statue, Westminster, W2
182. The Admiralty and the Admiralty Screen, Westminster, SW1A
183. The Athenaeum, Westminster, SW1Y
184. The Cenotaph, Westminster, SW1A
185. The Deanery and Sub Dean’s Residence with the Jericho Parlour, Westminster, SW1P
186. The Edith Cavell Memorial, Westminster, WC2N
187. The Great Cloisters,including St Faiths Chapel, the Chapter House, the Parlour, numbers 1 and 2 Cloisters, the Dark Cloisters and Dormitory with the Chapel of St Dunstan (School and Busby Library), Westminster, SW1P
188. The Guards Memorial, Westminster, SW1A
189. The Haymarket Theatre (Theatre Royal), Westminster, SW1Y
190. The Jewel House (Or Tower) of the Palace of Westminster, Westminster, SW1P
191. The Marble Arch, Westminster, W1C
192. The Reform Club, Westminster, SW1Y
193. The Royal Institution, Westminster, W1S
194. The Royal Mews at Buckingham Palace, Westminster, SW1W
195. The Royal Overseas League, Including Rutland House and Its Former Gatehouse, Number 16 Arlington Street, and Vernon House to the South, Westminster, SW1A
196. The Royal Society of Arts, Westminster, WC2N
197. The Travellers Club, Westminster, SW1Y
198. The Waterloo Vase in Buckingham Palace Garden, Westminster, SW1W
199. Theatre Royal Drury Lane and Attached Sir Augustus Harris Memorial Drinking Fountain, Westminster, WC2B
200. Treasury Buildings (Cabinet Office and Privy Council Office), Westminster, SW1A
201. Ulster Place, Westminster, NW1
202. Ulster Terrace, Westminster, NW1
203. Victoria Tower Lodge and Gates to Black Rod Garden, Westminster, SW1P
204. Wellington Arch, Westminster, W1J
205. Westminster Abbey (The Collegiate Church of St Peter), Westminster, SW1P
206. Westminster Cathedral, Westminster, SW1P
207. White’s Club, Westminster, SW1Y
208. York Water Gate, Westminster, WC2N